# شیشه‌های کریستال مایع
شیشه‌های کریستال مایع (LC Glass) نوعی شیشه‌های هوشمند و از مصالح نوین نوری هستند که امکان تغییر وضعیت بین حالت شفاف و مات را تحت تأثیر یک میدان الکتریکی فراهم می‌کنند. این شیشه‌ها ترکیبی از خواص مواد کریستال مایع و شیشه‌های سنتی را در خود دارند و بسته به نوع فناوری به‌کاررفته، می‌توانند در پاسخ به جریان برق، خواص نوری خود را به‌صورت برگشت‌پذیر تغییر دهند. این ویژگی باعث شده است که در طی سال‌های اخیر، شیشه‌های هوشمند در حوزه‌هایی نظیر معماری نوین، اتوماسیون ساختمان، امنیت بصری، تجهیزات پزشکی، و نیز طراحی فضاهای نمایشگاهی کاربرد گسترده‌ای پیدا کنند.

## تاریخچه و سیر تکامل فناوری
فناوری شیشه‌های هوشمند نخستین بار در دهه ۱۹۸۰ میلادی، همزمان با پیشرفت نمایشگرهای کریستال مایع (LCD)، مورد توجه پژوهشگران قرار گرفت. ایده اصلی بهره‌گیری از قابلیت تغییر جهت‌گیری مولکول‌های کریستال مایع در برابر میدان الکتریکی و تأثیر آن بر عبور نور بود. این مفهوم با توسعه فناوری‌های فیلم نازک و لایه‌های رسانای شفاف، به ساخت محصولاتی انجامید که می‌توانند شفافیت یا تیرگی خود را به شکل کنترل‌شده تغییر دهند. در ادامه، فناوری‌های الکتروکرومیک، پراکندگی ذرات معلق (SPD) و نانوساختارهای فوتونیکی نیز به این حوزه افزوده شدند.

## ساختار و عملکرد
شیشه‌های کریستال مایع معمولاً از چند لایه تشکیل شده‌اند که مهم‌ترین آن‌ها، یک لایه فعال شامل مخلوطی از کریستال‌های مایع پراکنده در یک بستر پلیمری است. این لایه بین دو لایه شیشه‌ای قرار می‌گیرد که سطوح داخلی آن‌ها با مواد رسانای شفاف مانند اکسید قلع دوپ‌شده با ایندیوم (ITO) پوشیده شده‌است. در حالت خاموش، مولکول‌های کریستال مایع جهت‌گیری تصادفی دارند و باعث پخش نور و کدر شدن شیشه می‌شوند. با اعمال جریان الکتریکی، این مولکول‌ها به‌صورت منظم در راستای میدان الکتریکی جهت می‌گیرند و امکان عبور مستقیم نور فراهم می‌شود که نتیجه آن شفاف شدن شیشه است.

## خواص فیزیکی و نوری
از نظر خواص فیزیکی و عملکردی، شیشه‌های هوشمند دارای ویژگی‌هایی همچون گذردهی نوری قابل تنظیم، زمان پاسخ سریع (معمولاً کمتر از یک ثانیه)، عملکرد بی‌صدا و بدون حرکت مکانیکی، و مصرف انرژی نسبتاً پایین در حالت پایدار هستند. علاوه بر این، برخی انواع این شیشه‌ها می‌توانند در برابر اشعه فرابنفش مقاومت نشان دهند یا حتی به‌صورت حرارتی کنترل‌شونده نیز طراحی شوند. همچنین، لایه‌های سازنده آن‌ها می‌توانند به گونه‌ای انتخاب شوند که مقاومت مکانیکی، پایداری در برابر رطوبت و اشعه UV نیز تضمین شود.

## کاربردها
در حال حاضر، شیشه‌های هوشمند کاربردهای وسیعی دارند. در معماری مدرن، این شیشه‌ها به‌عنوان جداکننده‌های فضاهای داخلی و پنجره‌های قابل کنترل برای کاهش مصرف انرژی در سرمایش و گرمایش استفاده می‌شوند. یکی از نمونه‌های رایج استفاده از آن‌ها در اتاق‌های کنفرانس، دفاتر کاری و اتاق‌های تعویض لباس در فروشگاه‌ها است. همچنین در هتل‌ها، به‌ویژه در فضاهای بین حمام و اتاق، به کار می‌روند تا در مواقع لزوم حریم خصوصی را فراهم کنند. در موزه‌ها نیز از شیشه‌های هوشمند برای کنترل میزان نور ورودی به آثار حساس استفاده می‌شود تا از آسیب ناشی از تابش مستقیم نور خورشید جلوگیری شود.

## روش‌های تولید
برای ساخت شیشه‌های هوشمند، ابتدا لایه‌های شیشه‌ای سکوریت انتخاب شده و سطح داخلی آن‌ها با لایه‌های رسانای شفاف مانند ITO پوشش داده می‌شود. در مرحله بعد، لایه فعال حاوی کریستال مایع یا مواد الکتروکرومیک بین آن‌ها قرار می‌گیرد. این کار ممکن است از طریق روش‌هایی همچون پوشش‌دهی غوطه‌وری یا لمیناسیون انجام شود. سپس، لایه‌ها در یک محیط تمیز به‌هم متصل شده و فرآیند آب‌بندی و اتصال الکترودهای خارجی صورت می‌گیرد. در پایان، پنل نهایی تحت آزمایش‌های نوری، حرارتی، و مکانیکی قرار می‌گیرد تا عملکرد آن در شرایط مختلف سنجیده شود.

## مواد به‌کاررفته
مواد به‌کاررفته در تولید این شیشه‌ها نیز متنوع‌اند. برای ایجاد لایه‌های رسانا از ترکیباتی مانند ایندیوم تین اکساید (ITO)، فلورین دوپ‌شده با اکسید قلع (FTO)، و در فناوری‌های نوین، گرافن یا نانولوله‌های کربنی استفاده می‌شود. لایه فعال بسته به نوع فناوری ممکن است از کریستال مایع پراکنده در پلیمر (PDLC)، اکسیدهای فلزی الکتروکرومیک مانند WO₃ یا ذرات معلق استفاده کند. چسب‌های EVA یا PVB برای لمینیت کردن لایه‌ها و چسب‌های اپوکسی برای آب‌بندی به کار می‌روند. لایه‌های بیرونی معمولاً از شیشه سکوریت یا شیشه‌های کم‌گسیل (Low-E) هستند که علاوه بر مقاومت حرارتی، به صرفه‌جویی در مصرف انرژی کمک می‌کنند.

## مقایسه فناوری‌های مختلف
فناوری‌های متنوعی در زمینه شیشه‌های هوشمند وجود دارد که هر کدام ویژگی‌ها، مزایا و معایب خاص خود را دارند. فناوری PDLC از کریستال مایع در بستر پلیمری بهره می‌برد و مناسب برای کاربردهایی با اولویت مات شدن سریع است. فناوری SPD از ذرات معلق بهره می‌برد و کنترل نور عبوری با دقت بالا را ممکن می‌سازد. در مقابل، فناوری‌های الکتروکرومیک بیشتر برای کاربردهایی با نیاز به تغییرات تدریجی در شفافیت مناسب هستند، اگرچه زمان پاسخ آهسته‌تری دارند. انتخاب فناوری مناسب بستگی به نیاز پروژه، نوع مصرف، قیمت تمام‌شده و شرایط محیطی دارد.

## مزایا و معایب
از مهم‌ترین مزایای شیشه‌های هوشمند می‌توان به افزایش بهره‌وری انرژی، بهبود حریم خصوصی، کاهش نیاز به پرده‌ها یا کرکره‌ها، و ارتقاء زیبایی‌شناسی فضا اشاره کرد. همچنین قابلیت یکپارچه‌سازی با سیستم‌های هوشمند ساختمانی، آن‌ها را به گزینه‌ای ایده‌آل برای معماری مدرن تبدیل کرده است. در مقابل، معایبی مانند قیمت بالا، نیاز به نصب تخصصی، محدودیت در ابعاد پنل‌ها، و در برخی موارد افت عملکرد در طول زمان نیز مطرح هستند. با این حال، پیشرفت فناوری و تولید انبوه می‌تواند در آینده این موانع را کاهش دهد.

## چشم‌انداز آینده
تکنولوژی شیشه‌های هوشمند همچنان در حال پیشرفت است. در سال‌های اخیر، تلاش‌هایی برای کاهش هزینه تولید، بهبود شفافیت، افزایش پایداری طولانی‌مدت و امکان استفاده در پنل‌های بزرگ‌تر انجام شده‌است. همچنین، تحقیقات بر روی استفاده از نانوذرات، به‌ویژه در بهبود عملکرد نوری و مصرف انرژی، رو به افزایش است. برخی پروژه‌ها به دنبال تلفیق شیشه‌های هوشمند با سیستم‌های هوشمند خانگی و اینترنت اشیاء (IoT) هستند تا کاربر بتواند از راه دور یا از طریق اپلیکیشن، وضعیت شیشه را کنترل کند.

## جمع‌بندی
در مجموع، شیشه‌های هوشمند کریستال مایع، نمادی از همگرایی علم مواد، مهندسی اپتیک و طراحی نوآورانه در معماری مدرن هستند. این فناوری، نه تنها پاسخگوی نیازهای عملکردی و زیبایی‌شناختی در فضاهای مختلف است، بلکه به‌عنوان راه‌حلی مؤثر برای بهینه‌سازی مصرف انرژی و افزایش بهره‌وری محیطی در سازه‌های هوشمند آینده مطرح است.